# Dolina Kostrzynia
Dolina Kostrzynia este o arie protejată (arie de protecție specială avifaunistică — SPA) din Polonia întinsă pe o suprafață de 14.376,13 ha, integral pe uscat.

## Localizare
Centrul sitului Dolina Kostrzynia este situat la coordonatele 52°10′25″N 21°59′34″E / 52.1737°N 21.9927°E.

## Înființare
Situl Dolina Kostrzynia a fost declarat arie de protecție specială avifaunistică în octombrie 2007 pentru a proteja 24 de specii de animale.

## Biodiversitate
Situată în ecoregiunea continentală, aria protejată nu include niciun habitat protejat.
La baza desemnării sitului se află mai multe specii protejate de  păsări (24): pescăruș albastru (Alcedo atthis), fâsă-de-câmp (Anthus campestris), acvilă țipătoare mică (Aquila pomarina), buhai de baltă (Botaurus stellaris), caprimulg (Caprimulgus europaeus), mugurar roșu (Carpodacus erythrinus), chirighiță neagră (Chlidonias niger), barză neagră (Ciconia nigra), erete de stuf (Circus aeruginosus), erete cenușiu (Circus pygargus), cristeiul de câmp (Crex crex), Cygnus columbianus bewickii, ciocănitoare neagră (Dryocopus martius), presură de grădină (Emberiza hortulana), cocor (Grus grus), codalb (Haliaeetus albicilla), sfrâncioc roșiatic (Lanius collurio), ciocârlie de pădure (Lullula arborea), gușă albastră (Luscinia svecica), viespar (Pernis apivorus), cresteț cenușiu (Porzana parva), cresteț pestriț (Porzana porzana), chiră de baltă (Sterna hirundo), silvie porumbacă (Sylvia nisoria).